# Hieronymiella
Hieronymiella Pax – rodzaj roślin z rodziny amarylkowatych. Obejmuje 10 gatunków, występujących w północno-zachodniej Argentynie i Boliwii.

## Morfologia
PokrójWieloletnie rośliny zielne.
PędCebula z wydłużoną szyjką osłaniającą pąk wierzchołkowy.
LiścieRównowąskie, sezonowe, zwykle kanalikowate.
KwiatyZebrane w kwiatostan, wyrastający na głąbiku, wsparty dwiema podsadkami. Niemal wzniesione do opadających. Okwiat lejkowaty lub rurkowaty, biały, żółty, różowy lub fioletowy. Pręciki szeroko złączone w wydatny, sześciolistkowy przykoronek, z wąską, podłużną szczeliną między poszczególnymi pręcikami. Listki przykoronka rozwidlone i tworzące obręcz, z krótkim, nitkowatym włóknem między ząbkami każdego listka lub z główkami pręcików niemal siedzącymi poniżej obręczy. Szyjka słupka zakończona trójdzielnym, rzadziej trójwrębnym znamieniem.
OwoceTrójwrębne, beczułkowate, pękające torebki. Nasiona dyskowate, oskrzydlone, o czarnej lub brunatnej łupinie.

## Systematyka
Pozycja systematycznaRodzaj z plemienia Eustephieae, podrodziny amarylkowych Amaryllidoideae z rodziny amarylkowatych Amaryllidaceae.
Wykaz gatunków
- Hieronymiella angustissima Ravenna
- Hieronymiella argentina (Pax) Hunz. & S.C.Arroyo
- Hieronymiella aurea Ravenna
- Hieronymiella bedelarii R.Lara & Huaylla
- Hieronymiella cachiensis Ravenna
- Hieronymiella caletensis Ravenna
- Hieronymiella cardenasii (Traub) R.Lara
- Hieronymiella clidanthoides Pax
- Hieronymiella pamiana (Stapf) Hunz.
- Hieronymiella speciosa (R.E.Fr.) Hunz.

## Zastosowanie
Rośliny leczniczeRośliny z rodzaju Hieronymiella zawierają alkaloidy, głównie galantaminę, sangwininę i klidantynę. Ekstrakty z cebul wykazują działanie inhibujące esterazy cholinowe.